# 北洋政府時期
北洋政府时期是指中华民国由北洋政府统治的历史时期。

## 政治

### 政党
中華民國初期的兩大政黨為：以原來革命黨人與部分革命組織為主所改組成立之「國民黨」，領導者包括宋教仁、孫文（理事長）、黃興等人；以及由清末立憲運動人士組成的「進步黨」，主要領導者為黎元洪、梁啟超、張謇。
國民黨曾在民初國會選舉中勝出，是為多數黨．但後來因宋教仁遇刺，袁世凱稱帝，張勛復闢事件，段其瑞廢除臨時約法，另組安褔國會，採用民主政治體制至此宣告失敗。
國民黨幾經改組，最後於1919年10月10日在廣州成立中國國民黨。

## 外交
1913年10月6日，袁世凱正式當選為首任中華民國大總統，当日即有日本等十三国与中华民国建交。自此，中华民国邦交国数持续增加。
中英关系
1912年4月22日，袁世凯明确宣告蒙古、西藏、回疆各地方的一切政治俱属中国内政。英国公然表示不承认中国关于对西藏主权的宣示，以麦克马洪线製造了后來中国和印度的領土爭端，英方代表在西姆拉会议上企图用欺骗手段让中方在条约草案上“草签”，被袁世凯领导的北洋政府一口回绝，最终西姆拉会议没有产生中国政府作为缔约一方的任何协定，而“麦克马洪线”也未获中国承认。
中俄关系
1913年11月5日，袁世凱為換取沙俄的援助和对北洋政府的承認，與俄國簽訂《中俄蒙協約》。沙俄雖表面上承認外蒙古為「中國領土的一部分」，但中國政府承認了《俄蒙協約》的內容和外蒙古的「自治」，不在外蒙古設治、駐軍、移民等，實際承認了沙俄對外蒙古的控制權。1917年俄國爆發革命，北洋政府趁机收回了俄国攫取的中东铁路主权，废除满清政府给列强的部分庚子赔款，果断出兵外蒙古，维护了国家统一。在1918年俄国内战中，百万中国人在西伯利亚的生命财产遭到威胁，北洋政府顶住各方压力，毅然出兵西伯利亚武装护侨。此举让全世界对中国政府刮目相看。1919年8月，北洋政府在哈尔滨正式成立警察总局，从俄国人手中收回大部分警权。废止《中俄蒙協約》，并出兵外蒙，1919年11月外蒙取消自治，恢复旧制。北洋政府提出修改《中俄伊犁条约》，与苏俄政府在1920年5月签署新的局部通商协定，废除了旧约中多数不平等条款。1920年9月，废除俄侨领事裁判权，收回俄租界。1922年8月，苏联派出驻华全权代表越飞抵达北京，首先致函北洋政府的領導人吴佩孚，希望建立合作关系，但吴佩孚坚决拒绝苏联的游说，越飞转而联络在南方发展势力的孙中山，两人后来发表联合宣言，孙中山同意苏军可以留驻外蒙，孙中山此举为日后的外蒙古独立埋下了伏笔。
中日关系

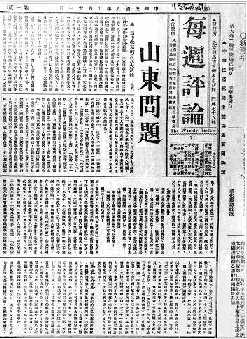
《每週評論》關於山東問題

1914年5月29日，日本脅迫袁世凱簽訂「中日朝鮮南滿往來運貨減稅試行辦法」六款，東北商業遂被日人所壟斷。二次革命後，袁世凱恐日本援助孙中山，特派孫寶琦、李盛鐸二人赴日本疏通，日本借機提出東北五鐵路之建築權相要挾。1914年9月日本借口参加第一次世界大戰，對德國宣戰，出兵占领中国山东。1915年1月7日，北洋政府要求日軍撤退回國，或暫照德國租借辦法留駐青島。第一次世界大战德国战败后，北洋政府以战胜国身份参加巴黎和会，欲收回德国在山东的权利，但却被迫将其利益转让给日本，中國代表只能拒绝在和約上簽字，以示抗议。日本以歐美各國無暇顧及遠東，復窺袁世凱稱帝野心，於1月18日由日本駐華公使日置益面向袁世凱提出二十一條要求，引发了五四运动。在北洋政府多方斡旋下，驳回了对中国最为不利的各项条款，是弱国外交的胜利。，日军占领青岛直到1922年。
中德关系
1918年德國在第一次世界大戰中戰敗，失去了在中國的租界和殖民地，為德國改善中德關係減少了一個障礙。1920年，德國代表卜爾熙率代表團來中國，經過談判，雙方於1921年5月20日簽訂了《中德協約》。這是中國近代對外關係史上少見的平等條約之一，因戰爭而中斷四年的中德關係得以恢復。
巴黎奥运会
1922年，北洋政府外交总长王正廷被聘为国际奥运委员会委员。1924年夏季奥林匹克运动会在法国巴黎举行，因北洋政府經費缺乏，不能派遣全部选手前往，遠東運動會中國競賽委員會仅派出韋榮洛（中國網球隊隊長）等3名網球選手赴法參加比赛，经费由旅美华侨赞助 。中华民国代表团一行4人出席了奥运开幕式，并且注册参加男子单人和男子双人的网球表演赛，但皆在开幕式后退出了正式比赛，按照比赛弃权（forfait général）记录。但這卻是中國人首次出現在奧運會的賽場上。

## 社会状况

### 军阀混战
1916年袁世凯死后，北洋集团分裂成以冯国璋为首的直系、以段祺瑞为首的皖系和以张作霖为首的奉系，各据一方。直皖战争以前，皖系把持中央政权，以北京为中心，据有河南、察哈尔、直隶、外蒙古等地。直皖战后，直系势力大振，把持了中央政权，势力陆续扩展到直隶、山东、河南、湖北、陕西、江西、热河、察哈尔、绥远、福建等地。奉系长期经营东三省，逐步深入内蒙古、京津、热察等地，在北洋政府末期主宰中央政权。北洋军阀势力不及的地区，则由诸如滇系唐继尧、桂系陆荣廷、晋系阎锡山等地方军阀所割据。
1916年至1920年间，段祺瑞两度出任国务总理，掌握了北京中央政府的实权。段祺瑞上台后，在军事上，借对德国宜战之机，大练参战军，扩充实力；在政治上，制造安福国会，包揽政权，排挤和打击直系。为此直、皖交恶，终至酿成大战。1920年7月14日，皖军在段芝贵指挥下，在京汉铁路琉璃河首先向直军发起攻击，两军在数天中连续交战，互有胜负。7月17日，吴佩乎指挥直军与皖军第一师大战于涿州之北，皖军旅长一死一逃，兵土伤亡枕籍，师长曲同丰缴被乞降，段芝贵逃回北京。7月15日，皖军在徐树铮指挥下以15万人在京奉铁路线上三路进攻直军，直军2万人在曹瑛指挥下列阵反击。17日，奉军一部与直军联合进攻皖军，皖军大败。直军乘胜追击，20日抵达长辛店，虎视京城。段祺瑞当天被迫辞去本兼各职。
直、奉军间的联合不久也告破裂。直皖大战后，张作霖支持亲日派政客梁士诒组阁。梁阁依仗奉系压制直系，直系则极力倒阁。1922年4月29日，第一次直奉大战爆发，双方各投入兵力12万左右，奉方张作霖自任总司令，直系以吴佩乎为总司令。双方兵分三路同时交火，吴佩孚指挥西路军同奉系张作相部在长辛店至琉璃河之间激战，结果以奉系兵败告终。1924年9月初，浙督卢永祥与苏督齐燮元之间爆发江浙战争。张作霖与卢永祥有反直之盟，江浙战端一开，张作霖即对直宣战，挑起第二次直奉大战。9月17日，张作霖出动6个军17万人，吴佩乎在前线布置3个军约10万人，双方主力对峙于山海关、九门口正面战场。10月中旬，战况激烈，直军失利。10月17日，奉军越过长城。23日，冯玉祥从直系营垒中分化出来，发动北京政变，直系迅速溃敗，吴佩孚被迫率残部3千余人南逃。
军阀长期混战，百姓饱受荼毒。1915年，赵倜将河南省防军改由其三弟赵杰统领，名为宏威军，兵员达40营之多，俨然一支私人武装。1922年第一次直奉战争期间，冯玉祥将其部击溃，“俘虏一千余人中，穿妇女衣服者有六百余人。”1926年奉直联军进攻国民军，在河北定县抢占民房作兵营，10多万居民流离失所。直军将领寇英杰在河南信阳同国民二军作战，驱赶农民上前线作“人墙”，掩护本军进攻，致使大批农民丧生。

### 苛捐杂税
军阀视兵若命，1914年，全国陆军不过45.7万人，1918年即增到85万人，1925年更达到147万人。庞大的军队需要巨额军费来维持。仅以军事预算为例，1916年为1.53亿元，1918年增加到2.03亿元，1925年激增至6亿元，而在1927年初则更达7亿元。加上地方的行政费用和各种开支，其数目更加庞大。为了筹措巨额费用，全国大小军阀不事生产，只得通过巧取豪夺取之于民。
第一，加征赋税。例如田赋，即土地税。1927年，河北定县的田赋正税比1912年增长了63.42%，田赋附加税则增长了353.25%。江苏南通的附加税额，1927年比1913年增长将近5倍。另一方面，甚至还要预征赋税。1924年，湖南郴县已预征到1930年。1926年，四川梓桐已预征到1957年。1927年，山东德州已预征到1930年，河北南宫已预征到1932年，四川郫县已预征到1959年。其它捐税更是五花八门。据统计，1912年至1919年，全國鹽稅、烟酒税各增加3倍，印花税增加6倍。在湖北，全省公开征收的捐税有屠宰狷、门户捐、牲畜捐、印花税、烟酒税、皮花税、盐斤加价、红契复验、茶税、竹木税、串票捐、税票捐、学捐、米谷捐、夫役捐、船捐、米捐、捐税附加税等达18种之多。而在贵州，杂捐杂税有32种，奉天有33种，福建和河南则均达43种。
第二，摊派公债。1912年至1926年，北京政府共发行公债27种，实发额共达6.12亿元，为清政府历年实发公债的10倍以上。不仅中央政府滥发公债，地方政府也推销各种债券。湖南在1912年至1921年间至少发行地方公债5次。1918年11月，张敬尧发行“有奖惠民券”200万张，每张银元5元。王占元督鄂期间，发行地方公债200万元，“到期本利不还”；1925年萧耀南又发行金库券340万元，“通令各县知事强要农民捐销”。1926年，吴佩孚在河南发行有奖库券400万元，分配于各县，强令购买，“在名义上欺骗民众谓有奖，实则将此款骗到手后，则一切都完了”。
第三，滥发货币。各地军阀滥铸硬币，以不足成色的硬币在市面流通，借以牟取暴利。铸造成色不足的单铜子，每百枚可获纯利至少银洋1角有余，双铜子每百枚至少获利2角6分。1921年起，陕西、四川等省又铸造当50、当100、当200的铜子，获利更多。四川军阀将1元银币改铸成半元银币，从中获利达80%。军阀们还滥发军用票、加印官票，军需兑换券等。张作霖发行小洋票、大洋票，1917年1.7万元，1925年增加到51.4万元。由于此种纸币不兑现金，币值不断下跌，1926年，奉票的币值只及愿价的1/4。1925年，萧耀南在湖北发行加印官票500万元，1926年又发行军需汇总券3000万元，导致湖北官票陡跌，以至无人肯要。1926年，吴佩乎在河南发行的钞票，由于战乱，豫省银行不予兑现，1200余万元银钞一文不值，1800余万吊铜元钞跌成千折，“河南民众因此倾家丧命者不知凡几”。

### 农村破产
军阀混战，农民饱受战争之苦。“驻兵常换，来则须招待费，去则要开拔费”，农民“未得一日安宁，欲苟延残喘几未可得”。1924年的齐燮元、卢永祥之战为例，江浙战区“闾里为墟，居民流散”，农民损失巨大，“战区内耕牛、农具损失极多，有至十分之六者。”农作物中“棉田受损最巨，收获多者仅及六成，余则二、三成左右。”加以苛捐杂税、匪盗泛滥，大量自耕农破产，转为无地农民，甚至沦为游民。
以江苏省为例，昆山县1905年自耕农占农户总数的26%，佃农占57.4%；至1914年，自耕农下降到11.7%，佃农上升到71.7%；到1924年，自耕农进一步下降到8.3%，佃农上升到77.6%。南通县1905年自耕农占20.2％，1924年下降为13％。1927年，浙江鄞县每百人中，雇农占50%，佃农占35%，地主占10%，自耕农只占5%。同年，安徽合肥的农村调查表明，佃农占比70%，地主占17%，雇农占12%，自耕农只占10.99%。这种情况具有全国普遍性。据陈独秀研究，1914-1918年，全国自耕农减少了1500多万户。另有人根据北洋政府农商部的采样统计，发现在1917年当中，17个地区的佃农所占百分比为36%，1921-1924年间对37个地区的统计，比率更飙升至60%。而据国民党农业部的统计，1924-1927年，全国农村人口中有55％（1.68亿人）是无地的佃农、雇农和游民。
经济学家陈其鹿指出：“农村破产，已至山穷水尽之境。此种灾荒之造成，主要原因不出袁世凯时代所遗留残余军阀的恶劣影响。举凡各种苛捐杂税的征收、杂项摊派的剥削、粮食牲畜的供应、不兑换流通券的发行、土匪之遍野，无一而非军阀所造成。”
北洋时期，自耕农的大量破产，化为游民和散兵游勇，为共产革命制造了土壤。学者张鸣总结说：“当中国的红色知识分子走向农村，发动农民反抗新旧军阀的统治时，不仅社会状况对他们十分有利，而且农村里还准备好了会使用新式火器的农民和流民。原来从军阀部队里兵变、逃亡、溃散的小股士兵，不仅有了成为土匪和民团的可能，也有了化为红色武装的可能。红色武装和红色政权之所以野火烧不尽春风吹又生，跟军阀几十年武化其实不无关系。”

### 兵匪互通
北洋时期，不仅军阀混战，而且匪盗蜂起。1922年，河南土匪“决不下十六七万人”，在山东，1927年之土匪“总在二十万以上”。势大的土匪受招安后可以为兵为官，许多人都将其看作摆脱贫困的捷径，著名的山东“临城劫车案”，结果便是将匪首孙美瑶及其部下收编为政府军队。大部分土匪是由破产农民及无业游民转化而来，由于农村经济的恶化，以及军阀对兵源的需求，军饷是一份相对稳定的生活保障。学者李剑农指出：“惟有资本穷乏、生产凋落的社会，才以当兵作官、供军阀的奔走，为谋生的惟一去路。”
由于北洋政府缺少完善的军人退役制度，因此兵、匪之间存在着双向流通，不仅招匪为兵，并且裁兵为匪、溃兵为匪。“裁兵无所得食，流而为匪。”例如临城劫车案中的孙美瑶部就由许多退伍军人组成。而据《东方杂志》报导，在淮河流域，99％的土匪由溃散的士兵转化而来。土匪招安，也容易出现复叛的现象，叛后再招安，反反复复。凡招匪千人授旅长，三百人授营长。部分人为了谋求为官，就拉杆为匪，“如果想当官，先成土匪头”。军阀盲目扩充兵员，一旦军饷不济，裁兵、兵变复产生土匪。招安土匪，反促使土匪的产生，正如“做贼愈大者，升官亦愈速，人亦不可惮而不做贼”，这样就形成一个恶性的循环，导致军队的游民化和土匪化。
军阀混战，更直接加剧了土匪的大量产生，“每经一次内战，战败者防地失手，寸土不留，全军溃散，辎重悉弃，军械子弹辗转流入匪手者，不可胜计。又有溃兵散卒携之投奔匪窟者，亦不在少数。”土匪为自保自肥，更打家劫舍，如“平武一带惨遭援陕第四路军右翼司令胡炳文部抄掠数昼夜，城乡百余里洗刷一空。”“青州防军陆军勾结土匪变乱，将城内当铺、银号二十余家劫掠一空，邮政局亦被抢劫并焚烧住宅多家。”在军阀混战之余导致社会状况进一步恶化。
军阀和土匪交相蹂躏乡村的结果，是中国社会动乱的急剧加大。“中国的农民向来以吃苦耐劳、忠厚善良、富有忍耐精神而著称于世。但是这种特性不是一成不变的。离开了土地的农民很快就会失去这种特性，而奉行当时流行的一套乱世哲学……就是在整个中国社会从上到下到处都存在着尚武主义倾向和暴力价值取向。”连最基本的生活底线都无法维持，必然导致人心思变道德不古。“富者极富，而贫者极贫。贫人既无生计，饥寒亦死，为盗而为官所捕亦死，等是一死，而饥寒重迫必死无疑，为盗虽犯法，然未必为盗者人人尽为官所捕，即捕，亦不过一死，是不为盗则死在目前，且必无幸免之理，而为盗则非特目前不死，且可以侥幸不死。既如此，是亦何乐不为盗也。”越来越多生活陷入绝境的人加入土匪，使社会秩序日益消亡。

### 赈灾无力
北洋政府时期，由于国家政权分裂，中央政府救灾职能受限，甚至弱化，救灾组织工作转移到地方政府身上，救灾能力显示出明显的地区差异。例如1920年华北五省旱灾开始，北京政府财政部筹集40万元，赈钱直接向灾民发放，帮助灾民渡荒。而云南军阀唐继尧自护国运动后财政困窘，筹措军费已费尽心机，对于救灾更力不从心。除此之外，地方军阀从赈款牟利，更降低了救灾的实际效果，如1918年的湖南水灾，张敬尧仅核发赈款洋银3000元，以外或呈请中央蠲免，或由各县设法散放急赈。水灾后，中央虽拨款3万元，但张敬尧以纸洋3元折光洋1元散发(当时光洋每元合纸洋8-9元)，以此计算，中央颁发给灾民的区区3万元赈款，灾民所得不及1/3。
政局动荡，连年战乱，导致水利失修。当1921年淮河流域特大水灾发生的时候，“各堤坝先后溃决，村庄次第被淹，粮食、畜生漂流不计其数，险工尽付洪流。灾民迁徙，类皆风餐露宿，鹄面鸠形，目不忍睹。”“千里淮堤半皆溃决”，沿淮百姓仅能堵口，无力修复。安徽省政府在淮河支流地区修筑了一些大大小小、零零星星的堤防，但大多只是局部地区的堵口复原及增筑，防洪效果并不明显。政治上的混乱，经济上的凋敝，大大降低了整个社会的救灾能力。这一时期，海外华人和西方传教士等民间组织的救灾活动日益活跃，从一个侧面反映了北洋政府赈灾职能的衰弱。
灾荒频发的直接结果，是农村经济的进一步破产，邓云特在《中国救荒史》中说:“灾荒的不断发展，不仅陷农民大众于饥馑死亡，摧毁农业生产力，使耕地面积缩小，荒地增加……而且使耕畜死亡，农具散失，农民往往不得不忍痛变卖一切生产手段，使农业再生产的可能性极端缩小……总之，灾荒所造成的直接后果，就是整个农村经济的崩溃。”1921年辛酉大旱时，使农业遭到巨大的损失，收成急剧下降。全省50余县受灾，收获较多的三四成，少者仅一二成。例如麻阳常年收成488273石，本年则只收146744石，收获三成；临湘常年收成1537500石，本年仅收160000余石，收获仅一成。破产农民迫于生计，不得不铤而走险，辛酉大旱后，湖南省龙山县“饥民铤而走险，聚集青壮，劫掠富豪，拦截商旅。”武冈县因严重缺粮，“县城饥民暴动，搜缴了豪绅范兰泽、林乐安、张纯国等家存粮。”期间土匪蜂起，更难以计数，如1922年11月，“武冈里仁区被匪抢劫122家，拍卖民谷万余石。”最终导致社会秩序的崩溃，出现大量道德失范的现象，华洋义赈会曾有人讲述一饥民饿毙倒地后，方将气绝，即有无数饥民操刀拥至，争割其肉，归以煮食。在湖南晃县“粮米均无，小孩一名售洋一元，女孩一名售洋四元，弃之河间者触目皆是。”

### 鸦片泛滥
北洋时期，各地军阀“苦于筹饷乏术，乃视鸦片为其绝大利源。于是包庇贩运，抽收烟税，明目张胆行之，甚而至于强迫人民种烟，借收亩捐。”在宁夏永宁县，军阀强迫农民必须有3/10的土地种罂栗，否则“科以罚金并加以拘禁”。福建省从1919年开始，“事实上是在军事强制下进行鸦片种植”，“只要是军队驻扎的地方，就盛行强迫种植鸦片。1925年，福清和长乐县的海军督察处“命令部下强迫农民”种植罂栗。甘肃省“官方强迫种植”，在秦州和陇南一带种植极多。陕西省的延安地区，“靠近大路边都已经在军人强迫命令之下种植”。湖南省强迫农民种烟，在湘阴和石门两地，不按命令种植鸦片者，除罚款外，“竟有处以死刑”的。
在贵州，周西城统治时期，抽收烟苗税以户为单位，无论种与不种都要纳捐，每户4-10元不等，每年仅烟苗捐即达2000多万元。同时征收产场税，每千鸦片一两征税8分。还收牌照费，每亩8元。另征鸦片通过税每担120元。在福建，1925年漳浦县征收鸦片税62万元，加上经手者的贪污中饱，每年要从农民身上搜刮100万元左右。全省年收烟苗捐达400多万元。在安徽，20年代中期，宿县每亩罂栗收税6-8元不等，毫州每亩一律征赋5元，年收20万元，颍州每年收40万元。合肥20年代初烟税只有10万元，1927年增至100万元。在甘肃，士兵向农民勒收加倍的、有时是三倍的鸦片税，该省7-8万军队完全靠鸦片维持。对罂栗田每亩收8-15元不等，每年春季烟还未下种即收烟款，1924年烟税达2000万元。在陕西，种不种罂栗都要收亩捐，每亩13元，全省鸦片税收不下1000万元。
不仅地方军阀各自为政收取烟税，而且中央政府也大肆收取鸦片特税。1926年秋，镇威军设禁烟总所10处，私自征收由军人包运的热河和察哈尔烟税。1927年夏，北京财政部将禁烟总所收回自办，设置直隶全省禁烟善后总局，仅北京一区每年就可销烟膏1080万两，收税6000万元。在北京还设有“京兆全区禁烟善后总局”，另设分局34处，吸食者每月按吸量多少交纳灯捐2-10元。名为禁烟，实为收取鸦片特税。
农民被逼种植鸦片，大面积的耕地荒废，据统计：如以1914年全国耕地面积指数为100，则1915年为91，1918年降至83；全国荒地面积指数如以1914年为100，则1915年上升为113，1918年达237。在福建，因种罂栗，严重“排挤着小麦”，无“旷地可种良谷”，谷价腾贵。尽管如此，在鸦片歉收之年仍须照旧交纳烟税，不少农民只得“出卖粮食、耕牛，甚至常常要出卖他们的土地以完纳鸦片税”，严重影响了农业生产的发展。在云南，“大好一片麦地、棉地，亦沦为烟地”，因大量土地被种上罂栗，粮田过少，致使粮食价格昂贵。1924年“谷物几乎接近饥荒年头的价格，小麦价格相当鸦片的五倍，而且不易买到。。在四川，1921年部分地区因种罂栗“粮食缺少发生饥荒”，忠县种罂栗后又遭旱灾，斗米值银12元。涪陵因种罂栗“大饥，栽烟者一家吞烟自尽”，“巴中饿死者，埋万人坑”。在甘肃，由于大量种植罂栗，粮价上涨50%，小麦价格为平时的三倍，一石米25两银子。

### 教育废弛
北洋政府雖有中央之名，而無中央之實，在戰亂频繁的背景之下，軍費占了開支的大頭，而教育支出一直沒有超過總預算的3%。北洋政府歷年教育預算占總預算比例，分别为：1912年——2%；1913年——1%；1914年——1%；1916年——3%；1919年——1%。據教授馮友蘭回憶，「當時北京的教育界是非常困難的，為數不多的教育經費，也被軍閥們挪用了。學校發工資只發幾成，甚至有發百分之幾的。有一個教授，同時在四個大學里教課，到了年節，四個大學都發不出工資，當時稱為四大皆空」。
北京學校的經費一直以京鈔（中國銀行、交通銀行發行的鈔票）支付。1916年京鈔停止兌換現銀后，迅速貶值，「鈔票在黑市上從一元值七八角降至僅值四角」。教師的工資則是以四成銀元六成京鈔的方式支付，「小學教員月薪14元至20元以六成京鈔，每月所得不過10元至十四五元，即此十余元之數，不發已兩月，故多有當衣服家伙以買柴米，聊以充饑。其生活竟不如洋車夫（洋車夫每月可賺14元至17元現洋）。」在京中的教師尚且如此，偏僻小學的教師一個月收入則不過8元，上海浦東的教員更有低到年薪僅為40元。
1920年9月，河南各校校长因当局拖欠教育经费，积欠学费，全体提出辞职。1921年，北京教師爆發索薪鬥爭，北京大學等八所高校參加，多次與教育部索薪無果。 6月3日，師生千餘人到國務院請願，遭北洋政府的軍警毆打。《晨報》6月5日的報導：「北大校長蔣夢麟受傷不能行動；法專校長王家駒、北大教授馬敘倫、沈士遠頭破額裂，血流被體，生命危在旦夕；李大釗昏迷倒地，不省人事。」同年，安慶學生請願「教育增費案」，被直系跟班馬聯甲的士兵毒打，「兵至門口，排開銜上刺刀，不問青紅皂白，讓之者生，逆之者死。」「學生被馬聯甲用兵士刺死1人」，「衛隊用刺刀戳傷學生蔣高琦等八人」，「毆傷學生周自衡等20餘人」，甚至連校長光昇也遭到毆打， 「馬聯甲忿怒欲槍斃光君」。 
教育經費問題一直到「北伐」后才解决。郭廷以记载道：「1932年后，教育經費從不拖欠，教授生活之安定，為二十年來所未有。……1937年前五年，可說是民國以來教育學術的黃金時代。」1936年，教育部長王世傑在演講中說：教費與歲出預算所佔比例，「三四年來，歲有增益，則為可喜之事實。……尤有一事，吾人極引為欣慰，即四年以來，中央直轄各校之經費，從未短欠，此實為民國以來空前之紀錄。」1939年，林语堂回顾北洋时期时说：“北京政权与南京政府相比，在国家财政管理上的差别是再大不过的了。北京政权经常拖欠其官员、教师和外交官的薪水，每月都有花招；而南京政府却能投资成千上万到公众建筑、广播电台、码头、卫生检疫船、体操房、体育馆、公路和铁路，单是科学研究一项，每月就要投资10万美元。”

### 封报杀人
民国元年全国报刊约500家，并存在着大量的独立媒体，如《国民新报》、《语丝》、《晨报》、《清华周刊》、《新青年》、《京报》、《世界日报》、《现代评论》等。毛泽东在湖南创办《湘江评论》、主编《新湖南》，周恩来在天津先后创办《天津学生联合会报》和《觉悟》。1913年宋教仁被刺殺後，新聞界的深入報導令北洋政府頗為不滿。于是，袁世凯对全国报业进行查禁和整顿，到1913年底，全国继续出版的报纸只剩下139家。袁世凯死后，民间报纸从1916年的500多份至1920年增长至1000多种。1926年中国首家无线电广播电台在哈尔滨建立，之后各类官方和民间私营广播电台开始大量出现。但袁世凯后的北洋政府并未停止对报界报人的迫害。
1916年
6月7日，邮政总局查禁上海《共和新报》。
9月23日，内务部以“损害社会风纪”为由查封《眉语杂志》。
10月，成都《四川新闻》创刊不久即遭川督罗佩金查封。
11月22日，北京《公言报》因披露当局向美国秘密借款消息，发行人黄希文、编辑王德如被捕，翌年2月17日，二人被以“泄漏国会秘密”罪，分别获刑3、4个月。
11月26日，京师警察厅以“妨害友邦感情”为由，查禁《国耻历史》、《既为中国人应知中国耻》、《买者问心卖者问心》、《铁杖子作》等传单。
- 天津《公民日报》被查封。

1917年
1月，济南《齐美报》因刊载有关聚赌包娼的新闻，发行人被判刑。
2月28日，成都《民宪报》发行人雷建侯、编辑人曾砚愚，因一则《刑杖悲声动衙署》的新闻触怒当局而被捕。
3月8日，北京《国风日报》编辑裴梓青、发行人彭冀臣，因“言论过激，事实不符”被拘禁3天，并遭罚款。14日，两人又因“抨击段祺瑞太过激烈”，被指控犯有“侮辱官吏”罪，各判处罚款20元。
3月13日，交通部藉口“意存煽惑”，查禁《世界语函授讲义》。
4月3日，北京《醒华报》因所刊《外交投票记名》的新闻触怒当道，编辑被捕。
春，济南《公言报》被查封。
5月19日，英文《京报》主编陈友仁因披露段祺瑞政府与日本商议借款密约，被以“妨害公务”罪判刑4个月。
5月22日，陆翰文、项士元在浙江临海创办《时事日刊》，因批评北洋军阀对浙江的统治，出版仅3期即遭查封。
5月26日，段祺瑞政府开始实行新闻邮件检查。
6月，杭州《之江日报》、北京《民国新闻》、《共和新闻》等8家报纸为避祸相继停刊。5日，福州《心声报》也以“言论不自由”，宣布停刊。
同月，广州《南越报》主笔李汇泉因反对当局接触赌禁，桂系军阀谭浩明不经审讯即将其枪杀，报纸被迫停刊。
6月9日，成都《四川群报》发行人樊孔周因为反对驻军违章抽取盐税，遭暴徒狙击而遇害。
7月4日，吉林省警务处长勒令《共和报》更名。
8月17日，上海《德文新报》被查禁。
10月初，《北京英文晚报》因“该报议论，妨碍时机”被勒令停止营业。
11月20日（一说22日），北京英文《京报》因在社论中语涉日本干涉内政，以“该报议论，妨碍时机”处以停止营业，社长陈友仁再度被捕。同日，北京《中原日报》批评冯国璋，编辑王元震被拘押。成都《警华报》副总编辑顾品珍等6人，在新闻中讽刺四川督军罗佩金，亦遭捕，且多次遭军棍殴打等刑罚。
12月，《北京晚报》被查封。
12月12日，才复刊6天的《大公报》又遭查封。
- 安徽芜湖安社创办《自由之花》报刊，出至第6期被查封。
- 天津《中外实报》被查封。

1918年
1月5日，交通部查禁《星报》，指责其“夸张德（意志）、土（耳其）战绩，耸动缠回（维吾尔族）与之联合”。
1月30日，江西《九江日报》因报道失实遭封闭，编辑主任罗常彬、经理万和悦遭通缉。
4月28日，成都《民知日刊》出版38期后遭地方当局查禁。
5月，北京《启商报》因批评总统冯国璋而遭京畿总司令部查封。成都《平报》创刊不久即因主笔被捕而停刊。
5月18日，上海交通部查禁《一发危机！半条血路生死存亡问题》传单，作者署名霞沚，因其“攻击中日军事共同协定”。
6月23日，广州《民主报》因刊《财政厅之更动》新闻一则，被指“挑动军心”，社长陈耿夫遭广东督军莫荣新逮捕，次日遭枪杀。
7月18日，长沙《大公报》因为刊登冯玉祥在常德宣布独立的消息，被湖南军阀罚停20天。同一天，长沙《正义报》因刊出同类消息被封，经理杜启荣被判刑3年6个月。
7月31日，交通部查禁《岑春谊刷印通告书》，指其“措词悖谬”。
8月，北洋政府设立新闻检查局。
8月27日，北京《华京英文日报》因“登载祖德论调”，遭京师警察厅查封。
9月，长沙《湖南通俗教育报》负责人何雨农因《孔二老师发气》一文，被张敬尧撤职。
9月24日，京师警察厅查封刊登西原借款消息的《北京新闻报》、《晨钟报》、《大中报》、《大中华报》、《国民公报》、《经世报》、《亚陆日报》、《中华新报》和新闻交通社。《中华新报》总编辑张季鸾被捕，各报编辑纷纷逃亡日本。
9月25日，广州《南越报》、《新中国报》遭查禁。
10月9日，张敬尧查封湖南《公言报》，并逮捕发行人和一名工人。
- 自1916年至1918年，全国至少有17名记者被判刑，甚至被杀害。

1919年
5月，京师警察厅以“未依法呈报”为由，查封北京高等师范学校《五七日刊》、旅京山东学会《救国周刊》、《女界钟》。
5月5目，交通部查禁上海《进化杂志》。
5月23日，成舍我因发表山东军人“痛外交失败”的通电，其所在的《益世报》被以“煽惑军人，鼓荡浪潮”为名停刊五天，总编辑潘蕴巢被捕。
5月24日，北京《五七》日刊出版四天即被查封。
5月下旬，京师警察厅查封上海《进步》、《清华杂志》、《民生》、《新中国》等杂志。
下半年，山西太原《平民周刊》到京师警察厅查封。
6月10日，直隶省长查禁《东方代治机关宣言》，斥之“奸人乘机煽动”。
6月11日，陈独秀在北京城散发《北京市民宣言》，表示驱逐徐树铮等六人，当晚被捕。北京《新青年》编辑部被搜查。
6月23日，内务部以“煽惑军心”罪名查禁《兵士须知》传单。
6月26日，奉天《蒙文报》“鼓吹蒙人革命”，遭内务部查封。
6月27日，国务院查封北京《实社自由录》。
6月28日，汉口《大同日报》被封。
7月，京师警察厅查禁《救国周刊》。
7月16日，广州军警查禁广东学生联合会主办的《雪耻周报》。
7月17日，长沙《湖南日报》被勒令停刊一天。
7月18日，长沙《大公报》因刊登停刊启事，被再次勒令停刊。编辑赵喻瑾、副经理李晋康被捕。后复刊。
7月28日，京师警察厅藉口“未依法呈报”，查封北京《平民周报》。
7月29日，内务部指斥天津《北洋大学日刊》“对于日本多著侮慢字样”，将其封禁。
8月10日，长沙《湘江评论》出至第5期，因发表《民主大联合》一文，被军阀张敬尧查封。
8月22日，邵飘萍的《京报》抨击北洋军阀对日借款是“祸国阴谋，借债愚策”，被安福系玫府查封。
8月30日，北京《每周评论》出至第37期未及发行即被查封。同日，交通部查禁《新生命》、《天津学生联合会报》、《愚人伊万治国史》、《告下士》、《衣食与国家》等出版物。
秋，赵世炎在北京创办《平民周刊》，不久被查封。
秋，江西弋阳《村铁》旬刊，创办不久即遭查封。
9月，济南警察厅查封《山东日报》，归罪“于戒严期内殊违警章”。
9月2日，北洋政府内务部电令各省查禁《工人宝鉴》、《官场揭隐》、《政府秘密大观》、《新知识》、《民国正义》、《治世要诀》、《下士衣食》等书籍。
9月上旬，湘雅医学专门学校学生自治会的会刊《新湖南》周刊，出至第10期遭查封。
9月25日，内务部以“触犯出版法及刑律规定”罪名，查封上海《时事新报》。
10月，杨以德应日本公使小幡氏要求，拘留《惟一日报》的记者。
10月24日，北洋政府以北京《国民日报》刊登的评论违反出版法，将其查封。11月，主笔孙几伊被捕。12月4日，孙几伊被判决监禁14个月。
11月1日，杭州学生创办《浙江新潮》周刊，第2期发表施存统的《非孝》一文，被视为“大逆不道”，第3期即遭查禁。
11月13日，广州《国民报》被查封。同日，《大同报》、《共和报》、《广州总商会报》、《华国报》、《快报》、《岭海报》、《天趣报》、《天游报》、《羊城日报》、《粤报》、《中原报》被搜查，主笔、记者等50余人被拘捕。
11月15日，杭州《浙江新潮》出至第二期被查封。
11月16日，《我为我》遭国务院以“意图煽惑回民”罪名查禁。
11月24日，夭津女界爱国同志会、天津学生联合会所办《平民半月刊》、天津真学会《新生命半月刊》被以“妨害治安”为由封禁。
11月28日，福建学生联合会及其机关刊物《学术周刊》同时被查封。
12月2日，国务院以“宗旨悖谬”为由封禁浙江第一师范所办《浙江新潮》、《校友会十日刊》。同日，内务部以“荧惑社会”为由查禁《中国预言》、《未来观》等出版物。
年底，福州《福建时报》因披露军队索饷哗变的消息，被当局查封。
- 浙江温州《救国讲演周刊》创刊，主持人郑振铎。出至第7期被查封。
- 北洋政府下令查禁上海《进化》、《民声丛刊》、《太平洋》等报刊。
- 从1918年到1919年底，全国被查封的报刊有100多家。

1920年
1月20日，南开学生出版《觉悟》，仅一期即因成员被捕而停刊（后来复刊，出到第9期遭查禁）。
2月2日，国务院一次查禁《法律与强权》等“宣传过激主义”的书刊83种。
3月25日，内务部查封《北京大学学生周刊》。
4月7日，京师警察厅查封北京《工读报》。
4月12日，直隶省长公署以“与时局甚有妨害”为由，查封北京女高师半月刊。
5月1日，《新社会》出至第19期，被京师警察厅查封。随即出版的《人道》月刊仅出一期，第二期未及出版即遭查封。
5月8日，直隶省长公署以“主张改革社会、反对政府”为由，查禁三教同原研究救国会传单、常德救国厉进会传单、庆祝劳动纪念筹备处传单、三学社增刊、北京高师教育丛刊、新银行团问题，清华周刊、新中学会会报、溧阳第一女校周刊。
5月10日，京师警察厅以“违反出版法”查封北京社会实进会、《新社会旬刊》。
5月19日，交通部查禁传单《救命呀救命呀，令子令孙断断有饭吃》。
5月23日，吉林省长公署查禁“韩党印刷品”《新韩民报》、《独立新闻》。
6月3日，京师警察厅以“影响地方治安”为由查封北京高等师范学校所办《觉社新刊》。
6月4日，直隶省长公署指斥北京高等师范学校所办《工学》“言辞悖谬”，处以查封。
6月13日，《四川学生潮》创刊，一再受到阻挠和查禁，多次停刊。
6月19日，天津《益世报》被禁止发行。同日，《苦军人》传单被指“奸人诬蔑、构陷煽动”，遭督理边防军训练处军务课查禁。
7月8日，江西《民报》以泄露军机罪遭查封。同日，《江声日报》因报道“米谷涨价，民食恐慌”，因拒绝交出投稿人而遭查封。
7月13日，上海《白话日报》因其“煽动工人”，遭京师警察厅查封。同日被封的还有《光明杂志》、《进化丛书》等。
7月27日，苏常镇守使查封江苏苏州《苏报》。
8月9日，北京《公言报》因披露政坛内幕遭直系军阀查封，编辑汪世澄被捕。
8月15日，上海《劳动界》被当局以“煽惑劳动阶级，主张过激”罪查封，并下令“缉拿査办”编辑。
9月前，《劝兵工厂罢工广告》“词极谬妄”，遭陆军部查禁。
9月，中美合资创办的济南《大民主报》因批评军阀“惧外仇内”，经理和主笔被捕，经美方交涉获保释。
10月30日，上海镇守使查禁《伙友》、《劳动界》、《平民报》等刊。
11月6日，绍属戒严司今部查封浙江绍兴《越铎日报》。
11月6日，长沙《民言报》因刊登“谭延阁可以跑了”社论，遭湖南省会警察厅查封。
12月5日，北京《劳动音》周刊出版5期后遭查禁。
- 海南《琼岛日报》被查封，经理林格兰被处死。
- 天津《劳报》日刊，负责人张太雷，出版不到两个星期即被查封。随即更名为《来报》，出版一个月后又被查封。不久又更名为《津报》。
- 谭平山等在北京创办《社会问题》，仅出一期即被查封。

1921年
1月11日，交通部因上海《震坛周报》“鼓吹朝鲜独立”，将其查禁。
2月4日，新青年社发行部遭法租界巡捕房搜捕，经理周少伯被罚洋50元，并限3日内迁出租界。承印这些书刊的华丰印刷所经理乔雨亭和印刷公会经理孙诒康亦各罚洋100元。2月11日，新青年社被封。
2月18日，上海镇守使查封上海《新安徽》报刊。
2月26日，上海《工商报》被以“有意造谣”罪名，遭交通部查禁。
3月，东省特别区警察总管理处以“有碍治安”为由，查封哈尔滨《进步报》。
4月8日，京师宪兵司令部查禁上海三无学社《一个兵的说话》传单，斥其“鼓动兵士反抗长官”。
4月18日，在哈尔滨创刊不久的俄文《前进报》被禁，主编海特被逮捕。
4月21日，《兵变歌》“语多悖谬欺动之词”，第九师师长下令查禁。
5月10日，安徽军阀接连查禁《社会改造原理》、《到自由之路》等六种书刊。
5月29日，重庆《新蜀报》被查封。
6月，湖南军阀赵恒惕撤销《湖南通俗报》主持人所兼湖南通俗教育馆馆长一职。6月15日，该报被迫停刊。
6月6日，中国全国报界联合会开会抵制北洋政府的《出版法》、《治安警察法》、《预戒条例》、《管理印刷业条例》等政令，同日发表《不自由毋宁死》通电全国。
7月15日，巴金参与撰稿的成都《半月》因反对四川当局不准妇女剪发，出至第24期被查封。
10月4日，上海租界巡捕房再次查抄《新青年》编辑部，陈独秀等5人被捕，拘押2天后以“陈独秀罚洋一百元充公，抄案书籍，一并销毁”结案。
1922年
1月4日，内务部查封人道学社所办《救世音》刊物。
1月16日（一说17日），长沙《劳工周刊》出至第13期被查封，主编庞人铨被杀害。
2月，林白水主办的《新社会报》披露直系军阀吴佩孚搬用飞机炸弹和盐余公债的黑幕，被北京警察厅勒令停刊。
2月7日，在成都创刊的《人声》报，仅出三号，被警察厅勒令停刊。
2月10日，北京《新社会日报》被查封。
5月1日（一说2日），南昌《大江报》被军阀陈光远封杀。《正义报》、《中庸报》、《匡报》也相继被封。
5月8日，吴佩孚电令北京警察厅，查封北京《大陆报》、《正言报》。
5月26日，参陆办公处查禁《兵丁与贫民》。
6月1日，上海《劳动周刊》主编李启汉被捕。9日，《劳动周刊》出至第41期被勒令停刊。
6月16日（一说17日），《广州晨报》社长夏重民因批评据陈炯明而遭逮捕，叶举将夏捆绑沉入珠江淹毙，报社被捣毁封禁。
7月，上海警察厅查禁《平民宝鉴》、《官场揭隐》、《政府秘密大观》、《新知识》、《治世要诀》、《下士衣食》、《国民正义》等出版物。
7月初，上海《时事新报》发表《杭州观潮日记》一文，语涉浙江军阀卢永祥，卢电令扣留报纸。
7月5日，哈尔滨《俄罗斯》被查封。
7月11日，交通部查禁天津《斗报》。
8月，复刊不久的《四川学生潮》被成都卫戍司令部以“着述思想过新”、“诚恐影响治安”为由查禁。
8月19日，成都《川报》、《国民公报》被冠以“造谣通敌、摇惑军心”，“随声附和、颠倒是非”等罪名，遭成都卫戌司令部查封。
10月6日，北京《国民裁兵运动大会传单》被指“迹近鼓惑”，遭京长卫戌总司令部查禁。
- 山西太原《平民周报》被查封。

1923年
1月11日，交通部以梅田拨雄“日商在九江内地开设报馆，照章盛应禁阻”，查禁其在九江所办《长江日报》。
1月15日，南昌《新江西》主编袁玉冰被捕入狱，杂志出版3期后被迫停刊。
1月底，北京《工人周刊》被查封。
2月，京汉铁路工人大罢工，《真报》发声支持工人运动，被军阀萧耀南以“扰乱地方，鼓动工潮”的罪名查封。
2月1日，《赣事周刊》因批评军阀蔡成勋，被禁止发行。
2月7日，吴佩孚武力缜压京汉铁路工人大罢工，杀害施洋等五十余人。史称“二七惨案”。次日以“扰乱社会秩序”罪，査封汉口《真报》、《实话报》、《闲话报》、《通俗白话报》。
2月13日，京师警察厅查禁北京学生联合会《告北京市民》传单，指其为“非法印刷品”。
2月16日（一说26日），上海《向导》发行处被封。
3月初，南昌《青年声》被勒令停刊。
3月19日，浙江肖山《责任》出版第15期后被查封。
3月28日，交通部下令禁止私人装设无线电台。
4月，林白水在《社会日报》揭露曹锟贿选总统丑闻，该报被封，林被监禁三个月。
5月18日，交通部查禁《京汉流血记》，痛斥“词语狂谬”。
8月3日，重庆世界宗教大同会主办的《民苏报》被查封。
8月24日(一说27日），天津《京津泰晤士报》因抨击曹锟贿选，被禁止在租借外发行。
8月29日，广州《民国日报》以“泄漏军事秘密”罪名，被旧粤军勒令停刊3天。
9月21日，交通部以“意存扰乱”罪名查禁上海《国民通讯》、天津《国会议员通讯》。
10月，上海《时报》因反对直系军阀被禁邮。
10月4日，京畿卫戌总司令部查封《互助月刊》。
11月，只出了4期的《新时代》月刊被军阀赵恒惕以“所倡学术不正，有害治安”为由查封。
- 安庆《民治报》因抨击“武人政治”被封，主笔黄梦飞，去年9月19日创刊。
- 卢剑波、胡迈在南京创办《民锋》杂志。初为不定期刊，后改为半月刊。出版第7期后被查封。

1924年
2月14日，交通部以“妨害冶安”为由查禁上海《新申报》、《神州日报》、《中华新报》。
3月1日，交通部以“扰乱公安”为由查禁《京汉路二七惨剧一周纪念特刊号》。
4月23日，沈阳《东报》因“对日本天皇不敬”，被勒令停刊一周。
5月8日，江苏督军省长公署藉口“过激论调”，查封东南大学交通处所办《南京评论》。
6月19日，北洋政府通令邮局禁止寄递《自治旬刊》、《劳动旬刊》、《劳工周刊》、《工人周刊》、《青年工人》月刊、《中国青年》、《新建设》、《上海工会报告》等书刊。
8月，公共租界非法逮捕市民叶乾亨，《时报》、《商报》、《新申报》等纷纷如实报道，并加以评论，租界工部局竟以“散布谣言，登载不确实消息”等罪名拘捕《时报》总经理狄平子、主笔陈冷血，《商报》总经理李征五、主笔陈布雷，《新申报》总经理许建屏、主笔孙东吴等6人。会审公堂不听被告律师的申诉，分判罚款，强行结案。
9月1日，京师警察厅指控国闻通讯社刊载的张作霖致曹锟函有误，传讯编辑周某，5天后勒令停止发稿。
9月2日，世界通讯社编辑被传讯，总经理遭到监视，3天后停止发稿。
9月5日，京师警察厅传讯上海《申报》驻京记者秦墨哂及亚东新闻社记者，查封《民德报》。
9月30日，天津《妇女日报》出至第260期被查禁。
10月，北京《世界晚报》因头条新闻标题出现错字被封停刊5天。
12月9日，上海《向导》编辑部遭到租界巡捕搜查。
- 湖北汉口《中西报》一度被查封。

1925年
3月，上海《商报》主笔陈布雷、《民国日报》主笔邵力子、《中华新报》主笔张达吾，因报道上海纱厂工人罢工事件，被上海公共租界工部局以“鼓动工潮”、“扰乱治安”罪名拘捕。陈、张各罚款90元，邵力子被判交保1000元，同时逐出租界。
3月17日，北京《民国日报》因发表《丧权辱国的安福系》一文，被以“侮辱国家元首临时执政段祺瑞”罪名被查封，总编辑邹明初被逮捕，总共出版13天。
4月，京师警察总监颁布《管理新闻营业条例》，遭到北京新闻界的强烈反对。
4月5日，蔡和森发表《安福政府对于舆论的摧残》一文，抗议年初以来段政府通令查禁20余种刊物。
4月23日，北京《民生》出至第88期被查封。
4月26日，创刊于1922年8月的哈尔滨俄文《论坛报》，再度遭查封。
5月12日，交通部以“捏造谣言”为由查禁《新天津报》、天津《益世报》、《河北日报》、《大中华商报》。
5月中旬，重庆军阀王陵基以“败坏风俗，煽惑青年”的罪名查封张闻天等创办的《南鸿》周刊、萧楚女任主笔的《爝光》周刊。《南鸿》仅出7期，《爝光》仅出3期。
5月30日“五卅”惨案以后，段祺瑞曾一次下令查封了北京19种报刊。
6月，《独秀文存》、《胡适文存》等书也曾遭查禁。
6月11日，《上海总工会日报》因批判日商在华枪杀工人的罪行，9月被封。
6月27日，上海《热血日报》出至第24期被查封。
7月25日，山东督军张宗昌以“煽动纱厂工人罢工风潮”罪名，逮捕《青岛公民报》主笔胡信之，且对记者训话：“今天我请大家来，没有别的话说，就是你们的报上登载的消息，只许说我好，不许说我坏。如有那个说我坏，我就以军法从事。”
7月29日，胡信之与工运领袖李慰农在团岛被处以枪决。
8月，督办奉天军务善后事宜公署查禁《工人之路》邮件。
8月20日，广州《民国日报》总编辑陈秋霖与廖仲恺一同被暗杀。
8月24日，汉口《汉江晚报》被以“诋诬政府”罪名遭交通部查禁。
12月底，哈尔滨《东北早报》两个编辑陈晦生、任国桢被捕，后在吉林监狱遇难。
- 北京《冲锋旬刊》被查禁。
- 重庆平民学社创办《爝光》周刊，主编萧楚女。出至第3期被查封。
- 香港《中国新闻报》被查封。
- 天津《益世报》总经理刘浚卿曾被北洋军阀逮捕入狱7个月。

1926年
1月21日，《北京晚报》被查封，社长刘煌（仰乾）被逮捕。经多方活动，报纸恢复出版，刘煌获释。
2月4日，上海书店被军阀孙传芳以“词句不正，煽动工团，妨害治安”等罪名查封。
2月21日晚，北京《大同晚报》经理龚德柏被捕，该报遭查封。
3月17日，长沙《大湖南日报》被当地军阀查封，该报通电全国报馆：“在军权统治之下，法律失其效力，自由无所保障，敝报代表民众利益而奋斗，与军阀利害绝对相反，横遭封闭，当非偶然。”
4月，张作霖的奉系军阀进京后，已复刊的《京报》曾对“三—八惨案”大胆抨击，支持冯玉祥的国民军，26日邵漂萍在北京天桥被枪决，《京报》又被封。
4月9日，北京《大同晚报》因报道军事消息失慎又一次遭查封，龚德柏再度被捕。
4月10日，国民党主办的北京《国民公报》被迫停刊。
6月19日，国民军办的《中美晚报》编辑范治平被捕，两天后获释。
上半年，北京《国民新报》被查封。
7月18日，吉林省长公署下令查禁《满洲工人周刊》。
8月5日，林白水在《社会日报》抨击军阀及其附庸者，6日晚，京畿宪兵司令王琦奉张宗昌之命，到报馆强行施捕，7日凌晨枪杀林于北京天桥。
8月7日，林白水被枪杀后第二天，成舍我被捕“并宣布处死”，原因是《世界日报》以《邵飘萍以身殉报》的大字标题作报道，《世界日报》和《民立晚报》同时被查封，后来各方竭力营救后出狱。
8月26日，交通部查禁《中华全国总工会通告》、《中华全国总工会对于政府出师宣言》。同日，《中美晚报》两位编辑被传讯，9月2日才被保释，报纸再度停刊。
10月，马宙伯创办的《正义报》日刊被封。
- 谢福生在上海创办的英文《公论报》因嘲讽孙传芳在江西吃败仗，被从公共租界逮捕到龙华护军使署，孙传芳欲将谢枪决，幸得上海日报公会史量才等立往说情，才免一死。

1927年
1月9日，孙传芳关闭上海《民国日报》（3月22日复刊）。
3月31日，重庆“三三一”惨案发生，军阀王陵基捣毁《四川日报》。《新蜀报》停刊20余天，主编漆南薰被杀，宋南轩、周钦岳出走，后复刊。
4月1日，北京世界通讯社社长孙剑秋被捕。
6月4日，北京《益世报》以“造谣淆惑观听”、“影响治安”等罪名遭查封，编辑朱鉴堂被传讯。
7月6日，陕西《国民日报》社长刘天章、编辑白超然被捕，报社被改组。
10月24日，张作霖查封北新书局和《语丝》周刊。
11月，北京的北新书局和有二十多年历史的《时事新报》也遭“改组”。
12月14日，交通部以“捏造事实”为由，查禁天津《日日新闻》（日文）、《朝夕》（日文）、《天津日报》。

### 结社自由
北洋政府初期在民政部立案的党会有85个。1918年毛泽东、蔡和森等人在长沙组织新民学会，1919年周恩来、张若名等人在天津组织的觉悟社，就是当时众多社会社团中的一支。商人也普遍自发组织成商会，经常发通电指摘北洋政府的行为。中国的民众更是可以随时游行，向北洋政府表达自己的意见，为共产主义的大发展提供了安全的环境。各地共产主义小组成立后，有计划地扩大组织，继续发起建立社会主义青年团，创办工人刊物，开办工人学校，领导工人成立工会，开展工人运动，加速了中国大陆的马克思主义化。